# ポンテ・ネッレ・アルピ
ポンテ・ネッレ・アルピ（伊: Ponte nelle Alpi）は、イタリア共和国ヴェネト州ベッルーノ県にある、人口約7,900人の基礎自治体（コムーネ）。

## 地理

### 位置・広がり

#### 隣接コムーネ
隣接するコムーネは以下の通り。
- アルパゴ
- ベッルーノ
- ロンガローネ
- ソヴェルゼネ

### 気候分類・地震分類
気候分類では、zona F, 3048 GGに分類される。
また、イタリアの地震リスク階級 (it) では、zona 1 (sismicità alta) に分類される。

## 行政

### 分離集落
ポンテ・ネッレ・アルピには、以下の分離集落（フラツィオーネ）がある。
- Arsié, Cadola (sede comunale), Canevoi, Casan, Col di Cugnan, Cornolade, Cugnan, La Secca, Lastreghe, Lizzona, Losego, Paiane, Piaia, Pian di Vedoia, Polpet, Ponte nelle Alpi, Quantin, Reveane, Rione Santa Caterina, Roncan, Soccher, Vich